# Cataloging in Publication
Cataloging in Publication (CIP, gelegentlich auch inkorrekt als Catalogue oder Cataloguing in Publication, Publications oder Publishing bezeichnet) ist eine von der US-amerikanischen Library of Congress verwaltete bibliografische Datenbank. Verlage melden einen Titeldatensatz vor dem Erscheinen eines Buches an die Bibliothek, die auf dieser Grundlage eine provisorische Titelaufnahme erstellt. Wenn das Buch später vorliegt, wird der Datensatz abschließend bearbeitet.
In Deutschland erfolgte die so genannte „CIP-Einheitsaufnahme“ von 1974 bis 2002 durch die Deutsche Bibliothek als Vorgängereinrichtung der heutigen Deutschen Nationalbibliothek (DNB). Der „CIP-Dienst“ war Teil der Deutschen Nationalbibliografie und wurde im Jahr 2003 durch den „Neuerscheinungsdienst“ ersetzt. Die Daten werden vom Buchhandel aus dem Verzeichnis Lieferbarer Bücher an die DNB übermittelt und unbearbeitet in den Neuerscheinungsdienst übernommen. Sie bilden die Grundlage für die spätere Formal- und die Inhaltserschließung der Publikationen im Zuge des Geschäftsgangs in der DNB; erst diese Daten gehen dann nach der Freigabe in die Nationalbibliographie ein und können über Metadatenschnittstellen automatisiert abgerufen und weiterverwendet werden. Bis 1999 stand die CIP-Einheitsaufnahme in Büchern neben dem Impressum. Heute steht an dieser Stelle der sogenannte „Standardvermerk“ als ein Hinweis, dass die Deutsche Nationalbibliothek das Werk in der Deutschen Nationalbibliografie nachweise.